# Carlos Martínez (baseball, 1991)
Pour les articles homonymes, voir Carlos Martínez et Martínez.
Carlos Ernesto Martínez (né le 21 septembre 1991 à Colinas del Sur, République dominicaine) est un lanceur droitier des Ligues majeures de baseball jouant avec les Cardinals de Saint-Louis.

## Carrière
Carlos Martínez obtient un premier contrat professionnel en 2009 des Red Sox de Boston. Cependant, le contrat est rejeté par les Ligues majeures de baseball car la documentation fournie par le jeune homme de 17 ans est incomplète et des doutes sont soulevés quant à son âge réel et à son véritable nom. 

### Cardinals de Saint-Louis
Malgré l'annulation du contrat signé avec Boston, l'intérêt subsiste envers le jeune joueur et plusieurs clubs le convoitent : il accepte en 2010 l'offre des Cardinals de Saint-Louis, qui lui consentent un boni de 1,5 million de dollars US à la signature. Martínez évolue dans sa République dominicaine natale avec une équipe affiliée aux Cardinals cette année-là et rejoint les États-Unis en 2011. La même année, il est choisi parmi les lanceurs qui participent au match des étoiles du futur, regroupant les meilleurs joueurs de ligues mineures. En 2012, Baseball America le classe au 27e rang de son palmarès annuel des 100 meilleures joueurs d'avenir et un classement similaire dressé par MLB.com le place au 26e rang.

#### Saison 2013
Martínez, un droitier qui est surtout lanceur partant dans les ligues mineures, fait ses débuts dans le baseball majeur comme lanceur de relève pour les Cardinals le 3 mai 2013, où il travaille une manche sans accorder de point aux Brewers de Milwaukee. Il entre en jeu dans 21 matchs des Cardinals en 2013. Sa moyenne de points mérités s'élève à 5,08 en 28 manches et un tiers lancées, avec deux victoires, une défaite et 24 retraits sur des prises. Il remporte sa première victoire dans les majeures le 26 août 2013 sur Cincinnati et réalise le 20 septembre suivant contre Milwaukee son premier sauvetage. Il fait ses débuts en séries éliminatoires le 3 octobre contre les Pirates de Pittsburgh mais trois jours plus tard est le lanceur perdant dans la défaites des Cardinals contre cette équipe dans le 3e match de la Série de division de la Ligue nationale.

#### Saison 2014
Au camp d'entraînement en 2014, Martínez bataille pour le poste de 5e lanceur partant des Cardinals, mais ceux-ci lui préfèrent Joe Kelly. Il lance donc en relève toute la saison qui suit, ne faisant que d'occasionnelles présences comme lanceur partant, en cas de blessure à un coéquipier. En 57 parties jouées, dont 50 en relève, pour Saint-Louis en 2014, il présente une moyenne de points mérités de 4,03 en 89 manches et un tiers lancées. Il accorde un seul point en 4 manches lancées en relève lors des éliminatoires. 

#### Saison 2015
En 2015, Carlos Martínez change son numéro d'uniforme, délaissant le 44 pour arborer le 18 en l'honneur d'Oscar Taveras, jeune joueur des Cardinals qui portait ce numéro avant de perdre la vie dans un accident de voiture le 26 octobre 2014. 
À sa première saison complète comme lanceur partant pour Saint-Louis en 2015, Martínez impressionne au point d'être invité au match des étoiles de mi-campagne. Il termine l'année avec une moyenne de points mérités de 3,01 et 184 retraits sur des prises en 179 manches et deux tiers lancées au total en 31 matchs, dont 29 comme partant. Il remporte 14 victoires contre 7 défaites. Malheureusement, sa saison prend fin le 25 septembre lors d'un match, l'un des derniers de la saison 2015, qui oppose les Cardinals aux Brewers de Milwaukee : blessé à l'épaule droite, il quitte cette rencontre après avoir effectué seulement 7 lancers et est mis à l'écart du jeu jusqu'à la saison 2016.

#### Saison 2017
Carlos Martínez est invité au Match des étoiles de la Ligue majeure de baseball 2017, honorant ainsi sa seconde sélection.